# Гюльовца
Гюльовца е село в Югоизточна България. То се намира в община Несебър, област Бургас.

## География
Селото се намира в полите на Източна Стара Планина, разположено е от южната страна на Дюленския проход, в долината на река Хаджийска. Пътят, минаващ през селото, е старият път между Бургас и Варна. В близост е язовир Порой. Намира се на 16 km от Слънчев бряг, на 21 km от общинския център Несебър и на 36 km от областния център Бургас.

## История
В землището на Гюльовца през античността има укрепени селища и укрепителни съоръжения като част от отбранителната система по пътя Анхиало-Марционопол. На много места в землището на селото се среща късноантична и ранносредновековна керамика. Северно от Гюльовца се издига покрит с гора хълм – Калето, на който личат следите от крепост. Има предание, което е характерно за редица села по долно течение на Хаджийска река, че там се намират останките на древния град Чешнигер.
След Освобождението село Гюллелер възприема българското звучене Гюльовци, т.е. село на хора, които се занимават с рози (гюл).
През годините името на селото е изписвано по най-различен начин. Така например Константин Иречек в книгата си „Пътувания по България“ от 1883 г. записва името Гюлевца, което може да е поради липсващата в българската азбука буква ё.

## Население
Населението на Гюльовца е смесено. През 1890 г. в селото живеят 80 семейства, от които 30 са български. През следващите години част от мюсюлманското население се изселва и на негово място идват българи от планинските села и от други краища на страната. До 1928 г. в селото са настанени и оземлени бежански семейства от Източна Тракия. Сегашното население на село Гюльовца се състои предимно от преселници от двете, вече несъществуващи, села Рапица и с. Морско от м. Казанлъка (Местността Казанлъка= казан+лъка, намираща се в подножието на връх Еделвайс, известен още с имената Гьоз тепе и Погледец там, където е разположена сега радиорелейната и телевизионна станция „Слънчев бряг“. Върхът е разположен на старопланинското било, в най-източните склонове на планината), също и преселили се от околни села.
Жители
| \| Година на преброяване \| Численост \| \| --------------------- \| --------- \| \| 1890 \| 427 \| \| 1900 \| 433 \| \| 1910 \| 511 \| \| 1920 \| 646 \| \| 1926 \| 608 \| \| 1934 \| 828 \| \| 1946 \| 1017 \| \| 1956 \| 1085 \| \| 1965 \| 1226 \| \| 1975 \| 1210 \| \| 1981 \| 1134 \| \| 1985 \| 1102 \| \| 1992 \| 1063 \| \| 2001 \| 1052 \| \| 2011 \| 1007 \| \| 2021 \| 903 \| |           |
| Година на преброяване | Численост |
| 1890 | 427       |
| 1900 | 433       |
| 1910 | 511       |
| 1920 | 646       |
| 1926 | 608       |
| 1934 | 828       |
| 1946 | 1017      |
| 1956 | 1085      |
| 1965 | 1226      |
| 1975 | 1210      |
| 1981 | 1134      |
| 1985 | 1102      |
| 1992 | 1063      |
| 2001 | 1052      |
| 2011 | 1007      |
| 2021 | 903       |

### Етнически състав
Преброяване на населението през 2011 г.
Численост и дял на етническите групи според преброяването на населението през 2011 г.:
|                     | Численост |
| Общо                | 1007      |
| Българи             | 605       |
| Турци               | 274       |
| Цигани              | 7         |
| Други               | -         |
| Не се самоопределят | -         |
| Неотговорили        | 115       |

## Религии
Християнска. Има отделни ромски фамилии, които се определят като мюсюлмани.

## Обществени институции
Основното училище на селото, носещо името „Кирил и Методий“, обучава ученици от първи до седми  клас. Според „Каталога на училищата в Княжество България“, намиращ се в Регионален музей град Бургас, училището е основано през 1870 г. В летописните книги на училището също са запазени документи, отразяващи някои от тези факти. Налични са две летописни книги – едната от 1926 г., другата от 1965 г. В тази от 1926 г. има прикрепена страница, на която в телеграфен стил са посочени имената на първите учители. Първи учител е бил даскал Стою (фамилия неизвестна). От 1870 г. до 1881 г. училището се помещава в къща, предоставена от Жеко Георгиев. След това Митьо Цонков подарява къща с двор, която е ползвана като училище до 1892 г. Броят на децата се увеличава и старото училище не ги побира.
Дарената от Митьо Цонков къща е продадена и с парите от продажбата и събраните средства за построяване на църква се изгражда ново училище. Даскал Слави Маринов дава названието на училището – „Св. св. Кирил и Методий“. Той става учител в село Гюльовци през 1887 г.
След войните подобренията в бита на селото дават положително отражение и жителите на селото започват отново да събират пари за църква. Историята се повтаря. В съществуващото училище децата учат до четвърто отделение, а в съседните села Горица и Оризаре има класни училища (прогимназии). Големите деца ходят на училище в Оризаре. Отново, вместо църква, се построява училище – по-голямо от предишното. Кмет на селото тогава е Стоян Димитров Балабана, а главен учител е Тодор Спасов Тодоров от село Врабево, Троянско.
Към селското читалище „Светлина“ са обособени фолклорни групи, в които взимат участие не само деца, но и по-възрастни жители. В района на училището се намира и ЦДГ „Усмивка“. В селото има и пенсионерски клуб „Детелина“. В новата сграда на кметството има медицински и зъболекарски кабинети и аптека. Там е и библиотеката. 
Много години учителстват в селото Мильо Чуканов – участник в Септемврийското въстание и съпругата му Мара.

## Природни и културни забележителности
- Вековен дъб в парка. На ствола му е закачена табела, на която се посочва възраст от 200 години.
- В близост до селото, на север от него, разположен точно на кръстопътя, водещ към село Горица, е изграден етнографски хотелски комплекс.
- На няколко километра от селото в северна посока се намира Синият вир – малък красив водопад на Бяла ряка.
- В центъра на селото има мемориал в памет на местните жители, били се и дали в жертва живота си за Отечеството във водените от България войни.

## Обичаи и традиции
През нощта на 24 срещу 25 декември момчета и млади мъже се обличат в автентични носии и обикалят по къщите, спазвайки обичая коледуване. На следващата вечер цялото село се събира на хоро заедно с коледарите. Друг почитан празник е Лазаров ден.
Официален празник на село Гюльовца е 24 май, когато е и селският събор.
Други почитани празници са Бабин ден и Петльовден.